# BLOOM (taalmodel)
BLOOM (BigScience Large Open-access Multilingual Language Model) is een meertalig groot taalmodel (LLM), ontwikkeld met behulp van kunstmatige intelligentie (AI). Het model zou GPT-3 in omvang evenaren, staat gratis ter beschikking van onderzoekers, en werd in 2022 in open source vrijgegeven.

## Geschiedenis
Het model werd gecreëerd door een groep van ruim duizend vrijwillige onderzoekers in het project BigScience, met financiering van de Franse overheid gecoördineerd door de AI-startup Hugging Face. De bouw werd in 117 dagen afgerond op supercomputers van het Franse Centre national de la recherche scientifique (nationaal centrum voor wetenschappelijk onderzoek) nabij Parijs.

## Open source
De ontwikkelaars hopen dat het concept een radicale breuk zal vormen met de manier waarop AI gewoonlijk wordt ontwikkeld: in tegenstelling tot andere grote taalmodellen zoals GPT-3 of Googles DeepMind en LaMDA, is BLOOM ontworpen om zo transparant mogelijk te zijn. Onderzoekers hebben de datasets genoemd waarmee het is getraind, communiceerden over de uitdagingen bij de ontwikkeling ervan, en gaven uitleg over de manier waarop ze de prestaties van het taalmodel hebben geëvalueerd. Op die manier kunnen externe onderzoekers zich een oordeel vormen, en kritisch bijdragen.

## Gebruik
BLOOM heeft een toegankelijke webinterface voor experimentele toepassingen. Gebruikers kunnen het model een demonstratie vragen, of een eigen gebruiksruimte (“spaces”) opzetten.
Een volledig BLOOM-checkpoint neemt echter 330 GB schijfruimte in beslag, en gebruikt grafische processors (GPU), te zwaar voor de meeste desktopcomputers. Toch is ook daarvan een lokale versie beschikbaar voor softwareontwikkelaars, mits ten minste 16 GB RAM.